# Tony Martinez
Tony Martinez (* 11. Dezember 1969) ist ein belgisch-spanischer Dartspieler.

## Karriere
Tony Martinez startete zu Beginn seiner Karriere für Belgien und konnte 2003 den Belgium Gold Cup gewinnen. Im gleichen Jahr nahm er am WDF World Cup teil, schied jedoch zum Auftakt gegen den Südafrikaner Charles Losper aus. Im Jahr 2005 nahm er erstmals an Turnieren auf der PDC Pro Tour teil. Er erreichte beim Sunparks Masters das Viertelfinale und bei den Belgium Open ein Jahr später das Achtelfinale. 2008 unterlag Martinez im Finale des Spring Cup Andree Welge mit 0:2. Des Weiteren erreichte er bei den West Brabant Open, beim Belgium Gold Cup sowie bei den Flanders Open das Halbfinale. Beim World Masters 2009 konnte er bis in die Runde der letzten 40 vordringen. 2015 verpasste er die Qualifikation für den Grand Slam of Darts knapp. Beim Central European Qualifier für die PDC World Darts Championship 2016 scheiterte Martinez im Viertelfinale gegen den späteren Sieger Sven Groen. Im Jahr 2017 konnte Martinez sich dann beim German Darts Grand Prix erstmals für ein Turnier auf der European Darts Tour qualifizieren. In seinem ersten Spiel siegte er mit 6:3 über Paul Rowley, ehe er in der zweiten Runde gegen Joe Cullen ausschied. 2018 erreichte Martinez nochmals das Halbfinale bei den Antwerp Open.
Im Januar 2022 konnte sich Martinez, nun für Spanien startend, bei der PDC Qualifying School über die Rangliste eine Tourkarte erspielen. Bei seinem ersten Major-Turnier der PDC den UK Open 2022 schied er in der ersten Runde aus. Bei den Austrian Darts Open 2022 spielte Martinez sein zweites Turnier auf der European Tour. Dort unterlag er Gabriel Clemens deutlich. Gemeinsam mit José Justicia nahm Martinez für Spanien am World Cup of Darts 2022 teil. Das Duo schied in Runde 1 gegen das deutsche Duo knapp im Decider aus. Insgesamt erreichte er bei den Players Championships 2022 viermal die dritte Runde, was nicht reichte, um sich für weitere Major-Turniere zu qualifizieren.
Bei den UK Open 2023 durfte Martinez in der zweiten Runde starten, schied jedoch direkt gegen Darren Webster mit 5:6 aus. Er qualifizierte sich für den German Darts Grand Prix 2023, wo er jedoch ebenfalls kein Spiel gewann. Auch 2023 waren Martinez und Justicia das spanische Team beim World Cup of Darts. Sie unterlagen jedoch Devon Petersen und Vernon Bouwers aus Südafrika und konnten somit trotz eines Sieges über Island nicht mehr in die K.-o.-Phase einziehen. Beim Players Championship Nummer 18 erreichte Martinez erstmals ein Achtelfinale auf der Tour. Es sollte jedoch sein einziges bleiben. Da er sich erneut nicht für ein weiteres Major qualifizierte, muss Martinez Ende 2023 seine Tour Card wieder abgeben. An der Q-School 2024 nahm Martinez daraufhin nicht teil.